# Soupape
Une soupape, parfois dénommée obturateur ou valve, est un organe mécanique servant à fermer et ouvrir une chambre ou un conduit à la demande.
Le terme soupape est en particulier utilisé pour désigner :
- une soupape de sûreté, dispositif de protection contre les surpressions dans des ensembles soumis à pression ;
- une soupape (moteur), élément séparant les conduits d'admission et d'échappement d'un moteur thermique, de la chambre de combustion ;
- en termes de serrurerie, le nom d'une pièce de fer ronde ou carrée, montée à bascule, servant à fermer une ouverture quelconque, comme celle d'une gâche[1] ;
- en termes de fontainerie, la soupape est anciennement une platine de cuivre et de cuir de forme ronde et convexe, conique ou cylindrique, servant à ouvrir et fermer une conduite - Lorsqu'elle est plate on l’appelle clapet[1].

## Langage
- Soupape de sûreté
- Soupape (moteur)